# Pop the Glock
"Pop the Glock" é uma canção da cantora e compositora norte-americana Uffie, contida em seu álbum de estréia Sex Dreams and Denim Jeans. A canção foi lançada como primeiro single do álbum em 30 de novembro de 2009, através da Ed Banger Records.

## Lista de faixas
| Download digital |                 |                |         |  |
| N.º              | Título          | Compositor(es) | Duração |  |
| 1.               | "Pop the Glock" | Uffie e Feadz  | 3:29    |  |

## Desempenho nas tabelas musicais

### Paradas musicais
| Parada (2010-11)              | Melhor posição |
| ----------------------------- | -------------- |
| França - French Singles Chart | 89             |